# Горсли, Уильям
Уильям Горсли (Хорсли, англ. William Horsley; 18 ноября 1774, Лондон — 12 июня 1858, Лондон) — английский органист, композитор и музыкальный педагог. Отец музыканта Чарльза Эдварда Хорсли и художника Джона Калкотта Хорсли.

## Биография
Уильям Горсли родился 18 ноября 1774 года в городе Лондоне.
Учился музыке частным образом, с 1794 года работал органистом, в том числе под руководством Джона Каллкотта, чьи Glees он издал с биографией и анализом. Основатель клуба Concentores Sodales, подобного Catchclub’y и Gleeclub’y (сущ. 1798—1847). Издал «Vocal harmony» (5 томов разных старинных авторов). Написал 40 канонов, церковные композиции, сонаты, фортепианные пьесы, романсы и пр. Кроме того, редактировал новое издание «Cantiones sacrae» Уильяма Бёрда.
Среди его учеников был, в частности, Джон Пейке Гулла.
Уильям Горсли умер 12 июня 1858 года в родном городе.

## Семья
Семья Горсли дружила с Мендельсоном и, по словам Томаса Ролта, они были первыми, кто услышал его музыку для «Сна в летнюю ночь», сыгранную им на пианино в их доме на Хай-Роу № 1 (ныне 128 Черч-стрит) в Кенсингтоне. Хорсли был одним из основателей Лондонского филармонического общества, которое впоследствии стало Королевским филармоническим обществом. Его сын Чарльз Эдвард также стал  музыкантом. Другой сын, Джон Каллкотт, был художником, который, как считается, создал первую рождественскую открытку в 1843 году. Старшая дочь Хорсли Мэри Элизабет (род. 1813) вышла замуж за инженера Изамбарда Кингдома Брюнеля .